# Линзенхофф, Лизелотт
Лизелотт Линзенхофф (нем. Liselott Linsenhoff, урождённая Шиндлинг, нем. Schindling; 27 августа 1927 или 25 августа 1927, Франкфурт-на-Майне, Гессен-Нассау — 4 августа 1999[…], Антиб) — немецкая наездница (выездка), двукратная олимпийская чемпионка, чемпионка мира, пятикратная чемпионка Европы.

## Биография
Лизелотт родилась в 1927 году в семье предпринимателя Адольфа Шиндлинга, с детства занималась конным спортом. Выступала с жеребцом Пиаффом. В 1959 году вышла замуж за Фрица Линзенхоффа. На летних Олимпийских играх 1956 года, когда конный спорт проходил в Стокгольме, Линзенхофф завоевала бронзовую медаль в индивидуальной выездке и серебряную медаль в командной выездке в составе сборной объединённой германской команды. На летних Олимпийских играх 1968 года она победила в командной выездке в составе сборной ФРГ. В 1972 году 45-летняя Линзенхофф победила на Олимпийских играх в индивидуальной выездке, став первой женщиной-чемпионкой в этой дисциплине. В 1974 году победила на чемпионате мира по выездке в командной выездке и заняла третье место в личной выездке. 5 раз побеждала на чемпионате Европы по выездке.
В 1975 году Линзенхофф переехала в Швейцарию, из-за чего у неё возникли проблемы с налоговой инспекцией ФРГ. В том же году развелась с мужем. В 1975 году завершила спортивную карьеру. Работала тренером. Дочь Лизелотт Анн-Катрин также стала конницей и олимпийской чемпионкой. В 1981 году Лизелотт вышла замуж за предпринимателя Клауса Райнбергера.
Лизелотт Шиндлинг-Райнбергер скончалась в 1999 году на 72-м году жизни.